# 박종훈 (1969년)
박종훈(朴鍾訓, 1969년 5월 10일 ~ )은 대한민국의 피아니스트 겸 작곡가이다.
연세대학교와 줄리어드 음악학교를 졸업한 그는 정통 클래식과 재즈 등의 다양한 장르를 넘나들며 새로운 시도를 하는 연주자로 몇 편의 드라마에 출연하기도 하였다.

## 학력
- 예일초등학교 졸업
- 연세대학교 졸업

연세대학교 음악대학 이경숙(李慶淑, 1944 ~ ) 교수 사사
- 줄리어드 음악학교 졸업

줄리어드 음악대학 대학원 Seymour Lipkin 교수 사사
- 이탈리아 이몰라 피아노 아카데미 Lazar Berman 교수 사사[3]

## 생애

### 입문
박종훈은 서울에서 태어나 5살 때부터 피아노를 치면서 놀았으며, 3살 때부터 시작한 바이올린은 싫어했다고 한다. 부모가 음악을 하지는 않고 작은 할아버지가 바이올리니스트였다.
1987년, 15세에 서울 시립 교향악단과 표트르 차이콥스키 피아노 협주곡 제1번을 협연하면서 공식 데뷔하였고, 20세에는 인천 시립 교향악단의 유럽 투어 협연자로 내정되어 로마, 벨그레이드, 소피아에서 연주를 하였다. 한국과 이탈리아를 주무대로 활동하고 있는 박종훈의 음악에는 다양한 장르를 넘나들며 자유롭게 살고자 하는 그의 성격이 그대로 녹아있다.
줄리아드 스쿨 유학 시절, 사사한 Seymour Lipkin의 방목적인 교육방식으로 인해 슬럼프가 오고 무대공포증이 생겨서 힘들었다고 한다. 줄리어드의 지독한 경쟁주의 체제로 인해 예술을 느낄 새 없이 퇴보하지 않기 위해 바쁘게 전진하는 생활을 했다.
2009년 11월, 프란츠 리스트의 초절기교 연습곡을 한국인 최초로 전곡 완주한 이력으로 박종훈 하면 리스트의 이미지가 떠오르게 된다. 그는 카리스마 넘치는 탄탄한 연주력과 훤칠한 외모, 공연장과 토크쇼 등에서 보이는 유쾌한 입담으로 많은 팬을 보유하고 있다. 2001년 발매된 첫 음반 [Liszt-Piano Works] 수록곡으로 리스트의 음악만을 선정하여 이미 작곡가이자 피아니스트로 활동하였던 리스트에 대한 존경과 애정을 나타낸 바 있는 박종훈은 2009년 11월 16일 예술의전당에서 개최된 독주회에서 리스트의 ‘초절기교 연습곡’ 전곡을 연주하고, 공연에 앞서 음반도 발매하였다. 거장 Lazar Berman의 제자답게 화려하면서 고도의 테크닉을 요하는 리스트의 곡을 가장 잘 표현해내는 피아니스트로 손꼽히고 있다. 이외에도 모데스트 무소륵스키 전람회의 그림, 루트비히 판 베토벤 첼로 피아노 소나타 전곡 연주, 프레데리크 쇼팽 발라드 전곡 연주 등 매번 피아니스트로 도전하기 쉽지 않은 새로운 시도와 연주를 거침없이 해내며 평단과 대중으로부터 큰 찬사를 받고 있다.
러시아인 Lazar Berman 교수를 사사한 박종훈은 러시아 작곡가들이 쓴 곡을 다른 나라 사람들이 제대로 연주하기 힘들다는 얘기에 차이콥스키와 세르게이 라흐마니노프 등 러시아 음악가의 화려함 속에 숨어있는 특유의 우수적인 분위기를 표현하고 싶다고 말했다. 공연장에서 페달을 얼마나 쓰느냐에 관한 질문에는 공연장의 울림에 따라 달리 한다고 답했으며, 루바토의 경우 원곡자의 연주를 참고하긴 하지만 그대로 모사할 필요는 없다고 느끼며, 루바토를 통해 음악을 표현하는 게 가장 중요한 것이라고 생각하지는 않는다고 답했다.

### 공연
2000년, 이탈리아 산레모 클래식 국제 피아노 콩쿨에서 우승하면서 현재 한국과 이탈리아를 오가며 활발하게 활동하고 있다. 산레모 심포니와 협연한 갈라 콘서트, 첼리스트 비토리오 체칸티와 함께한 베토벤 콘서트(로마)는 RAI 이탈리아 국영 방송국에 의해 이탈리아 전국 생방송 되기도 하였으며 Contempoprato Festival, Festival d'estate Erba, Festival suoni e colori in Toscana 등 피렌체-토스카나 지방의 주요 음악제에 독주자, 실내악 연주자로 정기적 활동을 하고 있으며 2008년 Gubbio Festival 의 객원 교수 및 연주자로 초청 받았다.
KBS 교향악단, 서울 체임버 오케스트라, 코리안 심포니 오케스트라, 부천 필하모닉 오케스트라 등 국내 정상의 오케스트라와 협연 무대를 가져왔고 상트페테르부르크 심포니, 브르노 필하모닉 오케스트라, 카우나스 체임버 오케스트라, 슬로박 필하모닉 오케스트라, 이탈리아의 베로나, 로마, 임페리아 등지에서 유수의 오케스트라와 협연하였다. 또한 The National Philharmonic Society of Lithuania, Settimane Mozartiana, I concerti della Domenica 등 다수의 음악제 출연과 Madrid Royal Casino 연주, 스위스-이탈리아-서울을 잇는 베토벤 실내악 순회 공연 등 아시아, 유럽, 미국 50여개 이상의 도시에서 독주회, 실내악 연주를 가진 바 있다. 뉴욕 타임스의 버나드 홀란드는 그를 "놀라운 개성, 우아한 음악성"이라고 평한 바 있다. 2008년 5월 베토벤 첼로 피아노 소나타 전곡 연주(LG아트센터), 8월 예술의전당 20주년 기념 팝스 콘서트 음악 감독을 맡아 정형화된 팝스 콘서트의 틀을 깨는 수작이라는 평을 받기도 하였다.
2008년부터는 자신이 직접 클래식 & 재즈 전문 레이블 <루비스폴카>를 설립, 본인의 음반은 물론 실력 있는 국내외 아티스트들의 음반과 공연을 기획/제작하고 있다. 2009년 9월 서울 예술의전당 팝스 콘서트에 작년에 이어 전곡 오케스트레이션과 피아노로 참여했고, 아나운서 이금희 (방송인)의 진행으로 <친절한 금희씨, 베토벤을 만나다> 공연을 전국 6개 도시에서 12월까지 진행하였다.
크로스오버 (음악)에 도전하여 뉴에이지 음악, 크로스오버 데뷔 10주년 공연을 2012년 10월 23일 LG아트센터에서 <piano paradiso>라는 이름으로 열어 '건반 위의 황태자'라는 별명을 얻었다. 이후에 음반 프로듀서, 라디오 진행자, 드라마 배우 등 입지를 늘려가는 행보를 보였다.
그가 작곡한 음악들은 여러 방송 프로그램과 TV 광고 등에서 들을 수 있는데, KBS 자연 다큐멘터리의 음악 제작, '봄의 왈츠'를 비롯한 여러 TV 드라마에 쓰인 작곡과 연주, KBS 클래식FM '가정음악' DJ, 2012년 EBS 다큐프라임 '음악은 어떻게 우리를 사로잡는가'의 MC, 연주, 녹음까지 직접 도맡았다. 2013 고양 아람누리 마티네콘서트에서 연주는 물론 전 시리즈의 진행과 해설을 맡았고, 2013년 경기도 문화의 전당에서 열린 Peace & Piano Festival의 피스콘서트에서 국악, 타악, 현대무용 등과 협업하였고, 2015년과 2017년 콜라보레이션 스테이지의 총 음악 감독으로도 활약하였다. 2014 Video Concerto No.1 공연의 연주, 편곡 및 총 음악 감독을 맡아 음악과 영상의 아름다운 조합을 만들어냈으며, 2016년 대전 예술의전당에서 음악극 <솔랑시울길>의 작곡, 연주 및 총 음악 감독, 한국 최초 피아노 유입지인 대구광역시 사문진 나루터에서 제5회 100대의 피아노 콘서트 연주, 편곡 및 총 음악 감독을 맡는 등, 그의 연주자, 작곡가, 음악 제작자로서의 넓은 활동 영역은 놀라움을 주고 있다.
그는 탄탄한 클래식 연주 실력을 바탕으로 뉴에이지, 재즈, 국악, 록 등 다양한 장르에서의 음악적 실험을 통해 자신만의 독창적 음악 세계를 구축해왔다. “모든 음악을 그냥 음악으로서 순수하게 받아들이는 세상이 되기를 간절히 바란다.”라고 말하는 박종훈에게 있어 음악은 어떠한 경계나 영역이 없다. 장르를 종횡무진하며 자신의 음악적 기량을 무한대로 확장해 가고 있다.
작가 윤석미와 예술가곡 앨범 ‘11월의 세레나데’, KBS TV 애니 다큐 ‘감성 애니 하루’, ‘진양혜의 책이 좋은 밤’ 등 각종 공연 기획에도 참여했다.
직접 작곡한 새 음악과 기존 작곡가의 레퍼토리를 연주하는 그의 “신작 독주회 시리즈”는 2017년의 첫 회부터 큰 호응을 받고 시작하여 현재까지도 지속적으로 이어지고 있다.
주로 이탈리아에서 활동하고 있는 피아니스트 아내 치하루 아이자와와 듀오비비드(Duo VIVID)를 결성하여, 독창적인 포핸즈 피아노 기법으로 부부로서의 호흡을 맞추고 있다. 함께 2017년 8월 29일 방영된 KBS1 아침마당 7936회에 출연하여, '슬로바키아에서 만난 운명적 사랑', '1년 중에 3분의 1만 함께 지내는 부부'라는 타이틀을 내걸기도 했다.

## 공연 이력

### 2016년
- 1/14, 2/11, 3/10, 4/14, 5/12, 6/9, 7/14, 8/11, 9/8, 11/10, 12/8 예술의전당 <한화생명과 함께하는 예술의전당 11시 콘서트>[19]
- 2/11 예술의전당 <바이올리니스트 이성주 리사이틀>[20]
- 2/13 세종문화회관M시어터 <영화배우 김태우와 함께하는 SWEET N CLASSIC>[21]
- 10/15 예술의전당 콘서트홀 <2016년 제34회 대한민국 국제음악제>[22]

### 2017년
- 5/20 예술의전당 <2017 손범수 & 진양혜의 TALK & CONCERT>[23]
- 5/23 예술의전당 <서울 스프링 실내악 축제 '베토벤과 그 시절'>[24]
- 9/27 예술의전당 <2017 문화가 있는 날 SAC 아티스트 라운지>[25]

### 2018년
- 9/29-30 대구 사문진 상설 야외공연장 <2018 달성 100대 피아노>[26]

### 2019년
- 12/31 예술의전당 콘서트홀 <2019 우리은행과 함께하는 예술의전당 제야음악회>

### 2020년
- 9/30 대구콘서트하우스 그랜드홀 <썸머 페스티벌 : 피아니스트 박종훈 Family Concert - 대구>[27]

### 2021년
- 4/10 세종문화회관 <서울시청소년국악 제57회 정기공연 '최고의 라인업'>[28]

### 2022년
- 2/13 부산문화회관 <박종훈&웅산 재즈 콘서트>[29]
- 12/15 진해문화센터 <피아니스트 박종훈의 Romantic Seasons 4.차이코프스키의 겨울>[30]

### 2023년
- 3/3 헤레디움 <HEREDIUM CLASSIC SERIES - Romantic Piano in Spring>[31]

- 3/17 페리지홀 <박종훈 신작 리사이틀 시리즈 Ⅷ : Rachmaninov The Transformer>[32]

- 12/12 토마토홀 <Dramatic Seasons - 4.라흐마니노프의 겨울>[33]

- 12/22 더케이호텔서울 <루비뮤직 뱅쇼 크리스마스 콘서트>[34]

## 수상
- 1989년 28회 동아음악콩쿠르 2위[35]
- 1990년 16회 중앙음악콩쿠르 1위[36]
- 1991년 소노다 다카히로 국제 피아노 콩쿠르 1위[37]
- 1998년 이탈리아 세니갈리아 국제 피아노 콩쿠르 4위[38]
- 1999년 슬로바키아 훔멜 국제 피아노 콩쿠르 4위[37]
- 2000년 이탈리아 산레모 클라시코 국제 피아노 콩쿠르 1위[39]

## TV 방송 및 라디오 출연

### 드라마
- 2014 JTBC 《밀회》 조인서 역
- 2015 SBS 《너를 사랑한 시간》 박종훈 역 (특별출연)
- 2016 KBS2 《페이지터너》 현명세 역
- 2018 SBS 《서른이지만 열일곱입니다》 심명환 역

### 다큐
- 2012 EBS 다큐프라임 <음악은 어떻게 우리를 사로잡는가>[40]
- 2013 KBS1 파노라마[41]
- 2014 EBS 다큐프라임 <악기는 무엇으로 사는가>[42]

### 라디오
- 2009~2010, 2015 KBS 가정음악[43]
- 2014 MBC 오늘 아침 정지영입니다[44]
- 2016, 2018 KBS1 한민족방송 문화 공감
- 2016, 2018 KBS 음악실
- 2017 KBS KBS 월드라디오

### 방송
- 2009,2012,2013 KBS2 클래식 오디세이

- 2010 MBC 세상에 단 하나
- 2010,2011 KBS1 명작 스캔들
- 2010,2014 EBS 스페이스 공감
- 2011 KBS1 정오음악회
- 2011,2013 SBS 컬처클럽
- 2013 국회방송 문화갤러리 - 예감
- 2014 KBS 사랑의 리퀘스트
- 2014 EBS 만나고 싶습니다
- 2014 KBS1 클래식 캐럴을 만나다[45]
- 2014,2017 KBS1 아침마당
- 2015 KBS1 2015 신년음악회[46]
- 2015,2016 MBC 문화사색
- 2016 MBC TV 예술무대[47]
- 2018 MBC 시시각각

## 저서
- 《새드 피아노 : 지나간 사랑은 모두 아프다》포북, 2014년 ISBN 9788993418903